# Lincoln/Cypress (Metro de Los Ángeles)
Lincoln/Cypress es una estación en la línea A del Metro de Los Ángeles y es administrada por la Autoridad de Transporte Metropolitano del Condado de Los Ángeles. La estación se encuentra localizada en Cypress Park y Lincoln Heights, Los Ángeles, California entre la Calle Lacy y la Avenida 26.

## Conexiones de autobuses
- Metro Local: 81, 84, 90, 91, 94, 251
- Metro Rapid: 751, 794